# 鈴平ひろ
鈴平 ひろ（すずひら ひろ、1978年1月17日 - ）は、キャラクターデザイン・原画・イラストレーションを担当する日本の女性フリーゲームクリエイターであり、イラストレーター。東京都在住。血液型はA型。

## 経歴
中学生の時に同級生だった西又葵に影響を受け、学生時代から同人サークル「HEART WORK」（ハートワーク）で同人漫画を描き始めた。1996年には処女単行本『儀式〜RITUAL〜』（メディアックス MDコミックス）が出版されている。
のちに西又や、ゲームセンターのコミュニケーションノートで知り合ったあごバリアらとBasiLへ入社し、2000年に『Bless 〜close your eyes, open your mind.〜』で原画家としてデビューした。この作品のみシナリオライターとしても従事しており、「鈴平ひろ（一条ジョニー）」と名乗っていた。
『Bless』発売後BasiLを退社しフリーに転向、2001年『Piaキャロットへようこそ!!3』の1キャラ木ノ下貴子の原画に従事。人気を博したことから2002年には『あいかぎ 〜ひだまりと彼女の部屋着〜』でメイン原画に抜擢された。
2003年、海原零のデビュー作であるライトノベル『銀盤カレイドスコープ』（集英社）の挿絵に起用され、イラストレーターとしての活動も本格化した。同年、西又葵らの誘いに応じNavelを設立。2004年、Navelデビュー作である『SHUFFLE!』が大ヒットし、現在の人気を確立した。
2007年2月23日、体調不良を理由にNavelを退社。2度目のフリーに移行し、現在に至る。

## 作風
漫画を描いていた時期に習得した線の強弱を重要視してイラストを描いている。また、キャラクターの衣装を書く際には、その時々の新しいファッションデザインを参考にするよう心掛けているという。

## 作品

### 18禁ゲーム
- Bless 〜close your eyes, open your mind.〜（BasiL）
- Piaキャロットへようこそ!!3（F&C）
- あいかぎ 〜ひだまりと彼女の部屋着〜（F&C）
- SHUFFLE!（Navel）
- Soul Link（Navel）
- Tick! Tack!（Navel）
- Really? Really!（Navel）
- ね〜PON?×らいPON!（Navel Lime）
- 11eyes -罪と罰と贖いの少女-（Lass/ウェイトレス衣装デザインのみ）
- ヨスガノソラ（Sphere）
- Stellar☆Theater（Rosebleu）
- ハルカナソラ（Sphere）
- SHUFFLE! Essence+（Navel）
- さくらビットマップ（HOOKSOFT）
- Stellar☆Theater encore（Rosebleu）
- 月に寄りそう乙女の作法（Navel）
- Berry's（Sphere）
- 乙女理論とその周辺 -Ecole de Paris-（Navel）
- 月に寄りそう乙女の作法2（Navel）
- トラベリングスターズ（HOOKSOFT）
- 乙女理論とその後の周辺 -Belle Epoque-（Navel）
- 月に寄りそう乙女の作法2.1 E×S×PAR!!（Navel）
- 月に寄りそう乙女の作法2.2 A×L+SA（Navel）
- 君と目覚める幾つかの方法（Navel）
- 黄昏のフォルクローレ（Citrus）
- SHUFFLE! エピソード2 神にも悪魔にも狙われている男（Navel）
- 閃鋼のクラリアス[9]（戯画）
- Princess×Princess（Navel）
- 閃鋼のクラリアスF ～グリムを紡ぎしもの～（戯画）
- 遥かなるニライカナイ（Navel）

### 一般ゲーム
- Piaキャロットへようこそ!!3.3（NECインターチャネル）
- あいかぎ〜ぬくもりと日だまりの中で〜（NECインターチャネル）
- Monochrome（KID/キャラクターデザインのみ）
- SHUFFLE! ON THE STAGE（角川書店）
- Soul Link EXTENSION（NECインターチャネル）
- Really? Really! リアリアDS（角川書店）
- Melody of Emotion（エイチーム/携帯用リズムゲームのキャラクターデザイン）
- ファントムブレイカー（5pb.）
- ファントムブレイカー エクストラ（5pb.）
- ユグドラ・キングダム（PARALLEL CREATES）[10]

### 書籍
- 儀式〜RITUAL〜
  - メディアックス刊 1996年9月発売 ISBN 978-4-89-613282-3
  - 成人向け漫画。2001年にはリクエスト版（ISBN 978-4-89-613451-3）が出版されている。
- Chronicle（クロニクル）
  - 角川グループパブリッシング刊 2008年4月11日発売 ISBN 978-4-04-853999-9
  - 初画集。
- 鈴平ひろR・G・B!イラストレーションズ
  - 角川グループパブリッシング刊 2013年1月29日発売 ISBN 978-4-04-891379-9
- Manier（マニール）；鈴平ひろ 25th Anniversary Works
  - 株式会社ヴォイス刊 2021年11月29日発売 ISBN 978-4-89976-701-5
  - デビュー25周年画集。

### イラスト
- E.L.O（第1期参加）
- 銀盤カレイドスコープ（表紙・挿絵・アニメ版のキャラクター原案）
- アキカン!（表紙・挿絵・アニメ版のキャラクター原案）
- Berry'sドラマCD Vol.1「森久保由那」（ジャケット/メディアヴィレッジ）
- ef - a tale of melodies（アニメ第10話エンドカード）
- 俺たちに翼はない（アニメ第10話エンドカード）
- アクエリアンエイジ（ブロッコリー）
- エルフ生徒会長と猫耳書記は告白させたい（表紙・挿絵)
- ぼくらの放課後戦争! （DMM GAMES/キャラクターデザイン）
- エンジェリックリンク（DMM GAMES/キャラクターデザイン）

### 読者参加企画
- マリッジロワイヤル（Navel・『電撃G's magazine』共同企画）
- R・G・B!（『電撃萌王』連載）

その他、多くの雑誌・メディア媒体にイラストを寄稿している。